# Urginea přímořská

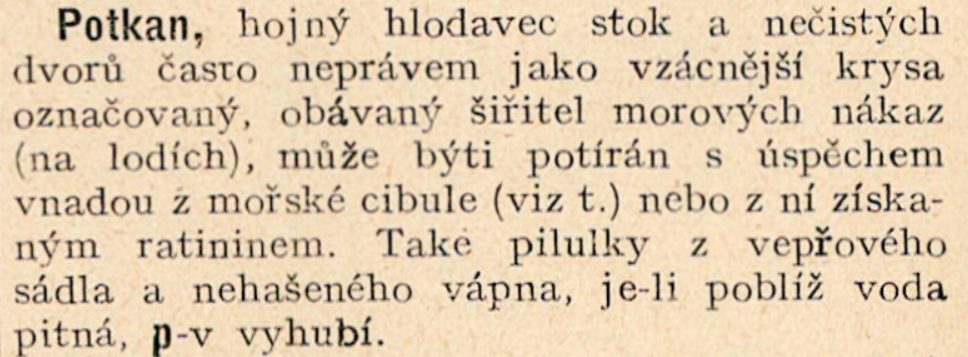
Zmínka o „vnadě z mořské cibule“ v knize Domácí vševěd z roku 1926

Urginea přímořská (Drimia maritima) je vytrvalá rostlina z čeledi chřestovitých. V češtině je známá jako „mořská cibule“ (toto označení se však lidově používá také pro snědek ocasatý).
Roste na pobřeží Středozemního moře a v jižní Evropě, západní Asii a severní Americe.

## Popis
Stvol dosahuje výšky až 150 cm. Podzemní cibule má průměr okolo 30 cm a může vážit přes jeden kilogram, její povrch je pokryt šupinami. Z cibule vyrůstá růžice kopinatých tmavězelených listů, dlouhých okolo půl metru. Rostlina vykvétá až po skončení největších letních veder. Květy jsou bílé (zřídka také červené) a jsou uspořádány v hroznech. Opylovači jsou včela medonosná a sršeň východní. Plodem urginey je tobolka, která dozrává v říjnu.

## Využití
Rostlina obsahuje jed scillitoxin, který se používá k hubení hmyzu a hlodavců. V menším množství byla v minulosti doporučována jako lék proti nachlazení, při srdeční slabosti i k odvodnění organismu, také se řezy cibule přikládají na rány pro rychlejší hojení. O používání urginey starověkými lékaři se zmiňuje již Ebersův papyrus. Pedanius Dioscorides zmiňuje, že rostlina sloužila také jako ochrana před zlými duchy. Muslimové proto dosud sázejí urgineu na hroby.

## Synonyma
- Scilla maritima
- Urginea maritima
- Charybdis maritima
- Squilla maritima
- Urginea scilla